# Cluis
Cluis é uma comuna francesa na região administrativa do Centro, no departamento Indre. Estende-se por uma área de 35,18 km². Em 2010 a comuna tinha 1 005 habitantes (densidade: 28,6 hab./km²).